# 布列塔尼地区费
布列塔尼地区费（法語：Fay-de-Bretagne，法語發音：[fɛ də bʁətaɲ] ⓘ）是法国大西洋卢瓦尔省的一个市镇，位于该省中部偏西北，属于沙托布里扬-昂斯尼区。

## 地理
布列塔尼地区费（47°24'54"N, 1°47'29"W）面积64.81 平方千米，位于法国卢瓦尔河地区大区大西洋卢瓦尔省，该省份为法国西北部沿海省份，位于布列塔尼半岛东南部，北起伊勒-维莱讷省，西北接莫尔比昂省，西临大西洋，南至旺代省，东临曼恩-卢瓦尔省。
与布列塔尼地区费接壤的市镇（或旧市镇、城区）包括：布兰、布夫龙、马尔维尔、荒地圣母镇、萨沃奈、布列塔尼地区勒唐普勒、布列塔尼地区维尼厄。
布列塔尼地区费的时区为UTC+01:00、UTC+02:00（夏令时）。

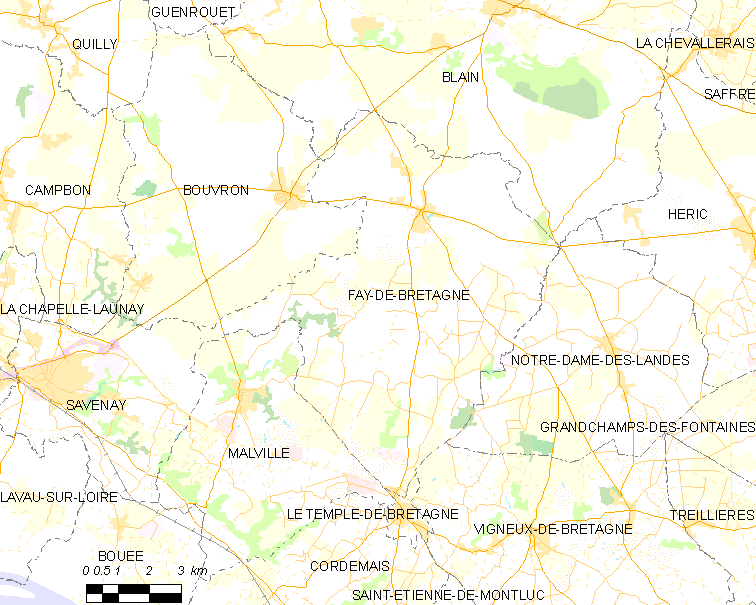
布列塔尼地区费的OSM定位图

## 行政
布列塔尼地区费的邮政编码为44130，INSEE市镇编码为44056。

## 政治
布列塔尼地区费所属的省级选区为埃德尔河畔拉沙佩勒县。

## 交通
大西洋卢瓦尔省省道D15线、D16线、D81线和D90线经过镇中心。

## 人口

1962-2008年间布列塔尼地区费人口变化图示

布列塔尼地区费于2022年1月1日时的人口数量为3852人。